# Astragalus dsharfi
Astragalus dsharfi är en ärtväxtart som beskrevs av Boris Fedtjenko. Astragalus dsharfi ingår i släktet vedlar, och familjen ärtväxter. Inga underarter finns listade i Catalogue of Life.